# Jesse Perez
Jesse Perez (* 9. November 1997) ist ein südafrikanischer Leichtathlet, der sich auf den Zehnkampf spezialisiert hat.

## Sportliche Laufbahn
Erste internationale Erfahrungen sammelte Jesse Perez im Jahr 2022, als er bei den Afrikameisterschaften in Port Louis mit neuer Bestleistung von 7396 Punkten auf Anhieb die Bronzemedaille hinter dem Algerier Larbi Bourrada und seinem Landsmann Fredriech Pretorius gewann. Im Jahr darauf belegte er bei den World University Games in Chengdu mit 6928 Punkten den siebten Platz. 2024 musste er seinen Wettkampf bei den Afrikameisterschaften in Douala vorzeitig beenden.
2024 wurde Perez südafrikanischer Meister im Zehnkampf.

## Persönliche Bestleistungen
- Zehnkampf: 7396 Punkte, 11. Juni 2022 in Port Louis